# Elección presidencial de Siria de 2007
Las elecciones presidenciales de Siria en 2007 tuvieron lugar el 27 de mayo mediante un referéndum convocado al efecto, tal como preveía la constitución de 1973.
Bashar al-Asad fue reelegido después de que el Consejo Popular de Siria votase la propuesta del candidato el 10 de mayo.
De conformidad con lo que establecía la Constitución de 1973, el Partido Baaz Árabe Socialista lidera el Estado y la sociedad, debiendo ser el presidente del país miembro de dicha formación política en la forma conocida en derecho internacional como modelo de partido único, aunque es nominalmente el Frente Nacional Progresista, una coalición de distintos partidos, quien propone al Parlamento la elección. El candidato debe obtener el apoyo de una mayoría cualificada de la cámara -dos tercios de los miembros nominales-. Después el candidato así elegido debe someterse a referéndum popular y obtener, al menos, la mitad más uno de los votos favorables.
Fueron las últimas elecciones presidenciales antes del estallido de la Guerra civil siria en 2011.

## Sistema electoral
De acuerdo con la Constitución siria, el Partido Socialista Árabe Baaz de Siria es el líder del Estado y la sociedad y, por lo tanto, el presidente debe ser miembro del partido. El Frente Nacional Progresista, una coalición política liderada por el Partido Baaz, presentó un candidato en el Consejo Popular. El candidato tenía que ser aprobado por al menos dos tercios de los diputados para proceder al referéndum, en el que un candidato tenía que recibir al menos el 51% de los votos.

## Resultados
De acuerdo con el ministro del Interior, Bassam Abdel Majeed, Ásad ganó con el 97,62 por 100 de los sufragios favorables.
| Candidato                          | Candidato                          | Partido                            | Votos      | %     |
| ---------------------------------- | ---------------------------------- | ---------------------------------- | ---------- | ----- |
|                                    | Bashar al-Ásad                     | Partido Baaz Árabe Socialista      | 11,199,445 | 99.82 |
| En contra                          | En contra                          | En contra                          | 19,653     | 0.18  |
| Total                              | Total                              | Total                              | 11,219,098 | 100   |
| Votos válidos                      | Votos válidos                      | Votos válidos                      | 11,219,098 | 97,79 |
| Votos en blanco/anulados           | Votos en blanco/anulados           | Votos en blanco/anulados           | 253,059    | 2.21  |
| Votantes registrados/participación | Votantes registrados/participación | Votantes registrados/participación | 11,967,611 | 95.86 |

## Consecuencias
El referéndum fue ampliamente considerado como una mera formalidad, y la oposición llamó a sus allegados a boicotearlo. Los grupos políticos estaban prohibidos a menos que formaran parte del Frente Nacional Progresista, por lo que al-Ásad era el único candidato. Se informó de que la disidencia se castigaba con el encarcelamiento y la intimidación. Los temores a la represión fueron descritos como generalizados. Los críticos acusaron a al-Ásad de corrupción rampante, detenciones en masa a los disidentes y represión a los activistas prodemocracia.
Los miembros de la Declaración de Damasco emitieron un comunicado en el que dijeron que las llamadas para reformar la Constitución para permitir elecciones más libres fueron ignoradas. El abogado sirio Haitham al Maleh dijo que "sólo hay un candidato y esto absolutamente no es un proceso saludable." Tom Casey, portavoz del Departamento de Estado de los Estados Unidos, criticó la elección, y acusó a al-Ásad de continuar con su mal gobierno en contra de los deseos del pueblo y que "no había otra opción para los sirios".
El ministro del Interior Bassam Abdel Majeed afirmó que "este gran consenso demuestra la madurez política de Siria y la brillantez de nuestra democracia", mientras que el Ministerio describió la participación electoral como "enorme". El ministro de Información, Muhsen Bilal , afirmó que "tenemos nuestro propio estilo de democracia y estamos orgullosos de ello."